# Watcom
Softwarová společnost Watcom International Corporation byla založena v roce 1981 třemi zaměstnanci Computer Systems Group (Fred Crigger, Ian McPhee, a Jack Schueler) na University of Waterloo, ve Waterloo v Ontariu v Kanadě. Watcom vyprodukoval mnoho nástrojů, včetně dobře známého Watcom C kompilátoru, jenž byl představen v roce 1988.

## Historie
Waterloo programovací jazyk BASIC byl jedním z prvních Watcom produktů. Během let 1978 až 1979 byl Waterloo BASIC vyvíjen se zaměřením na IBM série/1. V roce 1979 byl systém portován na VM/CMS běžící na počítačích IBM 370, 3030 a 4300 a byla uzavřena smlouva s IBM na vývoj kompilátorů. Mezi léty 1980 a 1983 byly uvolněny vylepšené verze, včetně portů na MVS/TSO a VM/CMS. Kromě Waterloo BASIC měli ještě další produkty zahrnující WATCOM APL, WATCOM COBOL, WATCOM FORTRAN, WATCOM Pascal a Waterloo 6809 Assembler.
V 80. letech vyvíjel Watcom kompilátory pro počítače Unisys ICON běžící na operačním systému QNX. Watcom C/C++ kompilátor s QNX vývojem obsadil trh s embedded aplikacemi.
V roce 1988 Watcom uvolnil svůj první kompilátor C pro IBM PC platformu. Byl uvolněn s číslem 6 v době, kdy poslední verze kompilátoru C od Borlandu a Microsoftu byla verze 5. Toto označení nic neznamenalo, byl to pouze marketingový tah.
V roce 1992 se Watcom přesunul na pole aplikací klient-server uvedením Watcom SQL a SQL serverové databáze. Watcom SQL je stále ve vývoji, nyní pod jménem Sybase SQL Anywhere.
Watcom byl koupen Powersoftem v roce 1994 a v roce 1995 se Powersoft spojil se Sybase. Sybase se pokusil zaměřit Watcom kompilátor na vizuální vývoj RAD, Optima++, ale tento produkt se neuchytil. V roce 2003 Watcom C/C++ a Fortran kompilátor byly uvolněny jako open source projekt pod jménem Open Watcom.

## Zajímavosti
Doom, Descent, Magic Carpet, System Shock a Duke Nukem 3D jsou nejznámější hry, které byly kompilovány s Watcom C.
Síťový operační systém Novellu byl kompilován s Watcomem.